# Maestro (pel·lícula de 2023)
Maestro és una pel·lícula biogràfica estatunidenca basada en la vida de Leonard Bernstein dirigida per Bradley Cooper a partir d'un guió que va coescriure amb Josh Singer. La pel·lícula està produïda per Martin Scorsese, Steven Spielberg i Todd Phillips, així com per Cooper, que fa el paper protagonista al costat de Carey Mulligan i Jeremy Strong. Maestro s'estrenarà al 80è Festival Internacional de Cinema de Venècia, on va competir pel Lleó d'Or el 2 de setembre de 2023. La pel·lícula es va estrenar en una selecció limitada sales el 22 de novembre de 2023, abans de retransmetre's a Netflix el 20 de desembre de 2023. S'ha subtitulat al català.

## Argument
Una pel·lícula biogràfica sobre la vida de Leonard Bernstein, centrat en el seu matrimoni amb Felicia Montealegre.

## Repartiment
- Carey Mulligan com a Felicia Montealegre
- Bradley Cooper com a Leonard Bernstein
- Matt Bomer com a David Oppenheim
- Maya Hawke com a Jamie Bernstein
- Sarah Silverman com a Shirley Bernstein
- Michael Urie com a Jerome Robbins
- Gideon Glick com a Tommy Cothran
- Sam Nivola com a Alexander Bernstein
- Miriam Shor com a Cynthia O'Neal
- Alexa Swinton com a Nina Bernstein

## Producció

### Desenvolupament
El projecte estava inicialment en desenvolupament a Paramount Pictures, amb Martin Scorsese planejant dirigir la pel·lícula. Va dimitir com a director per treballar a The Irishman, permetent a Bradley Cooper unir-se a la pel·lícula el maig de 2018 com a director i protagonista. Scorsese finalment va convertir-se en productor juntament amb Todd Phillips i Steven Spielberg. Spielberg també estava considerant inicialment dirigir la pel·lícula, i s'havia acostat a Cooper per fer el paper protagonista, però li va oferir el càrrec de director després de la projecció de A Star Is Born. El gener de 2020, el projecte es va trcom alladar a Netflix, amb el rodatge planejat per començar 2021.

### Càsting
El setembre de 2020, el projecte va rebre el títol de Maestro amb Carey Mulligan unint-se al repartiment. També es va anunciar que el rodatge començaria a la primavera del 2021. A l'octubre, Jeremy Strong va entrar en negociacions per unir-se al repartiment com a John Gruen. El març de 2022, Matt Bomer va entrar en negociacions per unir-se al repartiment i es confirmaria a l'abril, amb Maya Hawke també anunciada com a part del repartiment. Al juny, Sarah Silverman es va anunciar com la germana de Bernstein, Shirley. El febrer de 2023, es va anunciar que Michael Urie apareixeria a la pel·lícula com a Jerome Robbins. L'abril de 2023, es va informar que Miriam Shor també formava part del repartiment.

### Rodatge
Inicialment s'esperava que el rodatge s'iniciara el 5 d'abril de 2021 a Los Angeles, no obstant això, va començar el maig de 2022. La producció es va fer a Tanglewood entre el 21 i el 26 de maig i a Nova York.